# Idioma protobáltico
El protobáltico (PB, PBl, Báltico común) es la protolengua ancestral reconstruida y no comprobada de todas las lenguas bálticas. No está atestiguado por escrito, pero ha sido parcialmente reconstruido mediante el método comparativo recopilando los datos recopilados sobre lenguas bálticas y otras lenguas indoeuropeas certificadas. Representa el habla báltica común que se habló aproximadamente entre el tercer milenio a. C. y ca. siglo V a. C. , después de lo cual comenzó a dividirse en lenguas del Báltico occidental y oriental. Se cree que el protobáltico fue una lengua fusional y está asociado con las culturas de cerámica cordada y Trzciniec.
Generalmente, el protobáltico tenía un orden de palabras SOV. Se dice que el protobáltico poseía ciertos rasgos únicos, como convertir las vocales protoindoeuropeas cortas *o , *a en *a , retener y desarrollar aún más el ablaut protoindoeuropeo, retener *m antes consonantes dentales, la productividad de la raíz de la palabra ē y la acentuación libre con dos acentos tonales. Además, se cree que la protolengua tuvo su propio conjunto de sufijos diminutivo, terminaciones idénticas para tiempos verbales y modos, tiempo pasado mediante la aplicación de vocales temáticas *-ā- y *-ē- , así como su propio léxico, incluido elementos onomásticos.

## Zona protobáltica

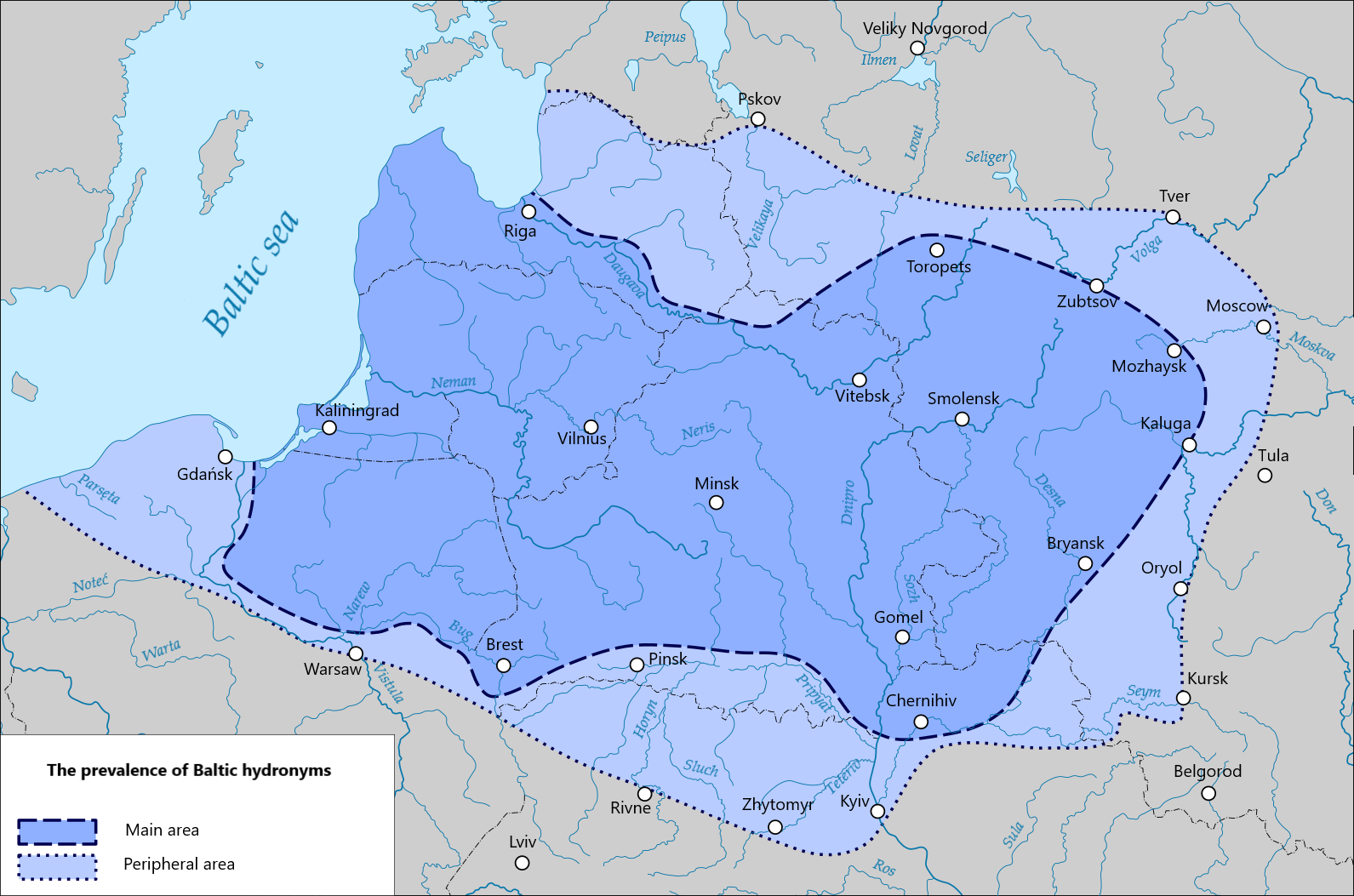
La prevalencia de los hidrónimos bálticos
Zona con muchos hidrónimos bálticos
Zona con pocos o cuestionables hidrónimos bálticos

Los hidrónimos bálticos cubren una vasta área de 860.000 km 2 desde el río Vístula en el oeste hasta Moscú en el este y desde el Mar Báltico en el norte hasta Kiev en el sur. Las tierras actuales de Lituania y Letonia combinadas constituyen aproximadamente una sexta parte del antiguo territorio báltico. Algunos investigadores sugieren que en el pasado las tierras bálticas desde el río Vístula hasta el Daugava estaban habitadas por tribus finlandesas del Báltico, pero más tarde fueron asimiladas por los recién llegados al Báltico. Todavía hay un debate en curso sobre el límite de los hidrónimos en el suroeste: el lingüista lituano Simas Karaliūnascreía que prácticamente todas las cuencas de los ríos Oder y Vístula pertenecían al hábitat de los hidrónimos del Báltico mientras que el lingüista alemán Hermann Schall sugirió que los hidrónimos bálticos podrían encontrarse mucho más al oeste hasta el Elba, Sajonia y la isla de Rügen.5 Durante el segundo y primer milenio a. C. , los bálticos habitaron territorios más grandes que los germánicos y eslavos en ese momento. Se estima que las tierras protobálticas tenían hasta 500.000 habitantes.
Los habitantes de la zona protobáltica estaban rodeados por pueblos germánicos en el oeste, eslavos en el sur y finno-ugrios en el norte y noreste. El filólogo ruso Vladimir Toporov cree que entre 1000 y 800 a. C. los pueblos protogermánicos comenzaron a expandirse hacia el territorio báltico occidental a partir del río Pasłęka. Más tarde, la zona del Báltico comenzó a reducirse aún más debido a la migración de los godos. Durante el período de migración, los pueblos eslavos comenzaron a expandirse hacia los territorios del norte y del este de los Bálticos. Del siglo XI al XII, las escrituras rusas mencionan batallas en curso cerca de Moscú con los galindios orientales. Desde 1225, las conquistas de la Orden Teutónica en la actual región del Báltico se intensificaron y más tarde resultaron en la extinción de los antiguos prusianos en el siglo XVIII.

## Otras lecturas
- Hill, Eugen. "Phonological evidence for a Proto-Baltic stage in the evolution of East and West Baltic". In: International journal of diachronic linguistics and linguistic reconstruction [IJDL]. 2016, 13, p. 205-232. ISSN 1614-5291.
- Kortland, Frederic. "Proto-Baltic?". In: Baltistica. 2018, t. 53, Nr. 2, pp. 175–185. DOI: 	10.15388/Baltistica.53.2.2338
- Svensson, Miguel Villanueva. "On the relationship between West Baltic and East Baltic". In: Baltai ir slavai: dvasinių kultūrų sankirtos. Vilnius: Versmė, 2014. pp. 162–176. ISBN 978-9955-589-99-0.